# IFK Kristianstad
Idrætsforeningen Kammeraterne (IFK) Kristianstad/Christiansstad eller Christianstad-Kammeraterne, er en skånsk håndboldklub med hjemsted i Christian IV:s by Kristianstad/Christianstad , som blev grundlagt den 7. november 1899. Klubben er Skånes mest meriterede, som har vundet det svenske mesterskab i herrernes række ni gange (1941, 1948, 1952, 1953, 2015, 2016, 2017, 2018 og 2023). Den svenske Cup blev vundet i 2023. I 2015 vandt de titlen ved at vinde 28-25 over Alingsås HK i den sidste kamp inde i Scandinavium i Göteborg. De vandt 27 - 18 mod Alingsås den 22. maj 2016.
Tidligere havde foreningen flere sektioner ud over håndbold, herunder en cykelsektion, en fodboldafdeling, en atletikafdeling og en gymnastikafdeling. I foldbold var man længe det østlige Skånes førende klub, som i 1960 vandt den næstbedste svenske række (nuværende Superettan), og spillede kvalifikationskampe til den fineste serie Allsvenskan. Efter flere sammenlægninger med andre klubber i området, hedder foldboldholdet i dag Kristianstad FC - men spiller stadig i Kammeraternes orange farver.
Spillerdragten er orange bluser og sorte bukser.